# Toyotomi Hidetsugu
Toyotomi Hidetsugu (豐臣 秀次 (Phong Thần Tú Thứ) 1568 - 15 tháng 7, 1595) là cháu trai và thuộc hạ của Toyotomi Hideyoshi, sống trong thời đại Sengoku, thế kỷ 16 ở Nhật.
Là người theo shudo, Hidetsugu có rất nhiều wakashu. Trong số đó có Yamamoto Tonoma, Yamada Sanjuro, và người ông yêu quý nhất là, Fuwa Bansaku, người được biết đến về vẻ đẹp cả về thể xác lẫn tâm hồn.

## Cuộc đời
Hidetsugu là con trai của chị Hideyoshi, nhưng được gia tộc Miyoshi nhận làm con nuôi và được đặt tên là Miyoshi Nobuyoshi. Ông sau đó tự đổi tên mình thành Hashiba Hidetsugu, theo tên người chú nổi tiếng của mình: "Hashiba" là họ của Hideyoshi, và "Hidetsugu" có thể dịch là ""Hide" tiếp theo.
Sau Sự kiện chùa Honnō-ji năm 1582, Hidetsugu được ban cho một thái ấp 400.000 koku ở tỉnh Ōmi vì ông là một trong số ít những người họ hàng của Hideyoshi. Trong sự nghiệp tướng quân sau đó, Hidetsugu đại bại trong trận Nagakute trước Tokugawa Ieyasu, nhưng ông đã khẳng định được bản thân mình trong lần xâm lược Triều Tiên và Cuộc vây hãm Odawara. Ông cũng chứng minh khả năng quản lý thành phố có lâu đài Ōmihachiman.
Năm 1590, (Năm Tensho thứ 18), ông được đề bạt làm thành chủ của lâu đài Kiyosu ở tỉnh Owari, nơi Oda Nobukatsu đã từng làm chủ. Năm sau đó, Hideyoshi mất người kế vị chính thức của mình là Tsurumatsu (chết trước tuổi thành niên) và do đó được chú mình trao cho vị trí Kanpaku, Nhiếp chính của Hoàng đế. Điều này có nghĩa là Hidetsugu phải chuyển đến Jurakudai ở Osaka, dẫn đến một "chính phủ lưỡng đầu" (二元政治) do Hidetsugu và Hideyoshi lãnh đạo, với giả định rằng Hidetsugu sẽ thừa kế Hideyoshi sau khi ông chết. Vì Hideyoshi còn bận với Cuộc chiến 7 năm ở Bán đảo Triều Tiên, Hidetsugu phụ trách tất cả các công việc đối nội.
Tuy vậy, năm 1593, tình nhân của Hideyoshi sinh cho ông một người thừa kế mới, Hideyori, và mối quan hệ giữa Hidetsugu và Hideyoshi bắt đầu xấu đi. Những tin đồn lan rộng về việc Hidetsugu liên tục tiến hành những vụ sát hại bất công, đặt cho ông cái biệt danh "kanpaku sát sinh" (殺生関白) (Sát Sinh Quan Bạch) – mặc dù lịch sử hiện đại nghi ngờ về tính chính xác của những tin đồn này.
Cuối cùng, năm 1595, Hidetsugu bị buộc tội mưu phản và ra lệnh phải tự sát (seppuku) ở núi Koya. Chết cùng với ông là ba wakashu, thực hiện seppuku với sự giúp đỡ của ông.
Daimyo có mối quan hệ với ông bị kiềm chế, Jurakudai bị tháo dỡ, và con trai và các bà vợ của ông bị xử tử ở Sanjogawara. Chỉ một người được tha: người con gái tên là Okiku, một tháng tuổi, được bác mình, Goto Noriyoshi nhận nuôi (Goto Okiyoshi? Nguyên văn là: 後藤興義) (Hậu Đằng Hưng Nghĩa).